# Убийства гомосексуалов в Лодзи
Лодзинский убийца геев — неизвестный польский серийный убийца, действовавший в Лодзи с 1988-го по 1993 год. Его жертвами стали семеро мужчин, все убитые были гомосексуалами.

## Обстоятельства преступлений
В 1988—1993 годах в Лодзи произошла серия убийств мужчин. Общим обстоятельством для всех преступлений было то, что все жертвы были гомосексуалами и умерли в собственных квартирах (кроме Якуба М.) сразу после или во время полового акта. Из квартир убитых злоумышленник похитил, в том числе: телевизоры, видеомагнитофоны, драгоценности, денежные средства и другие предметы. Пострадавшие умерли от удушья, ножевых ранений или были забиты до смерти. Преступления не были продуманы и подготовлены, так как орудиями убийств во всех случаях были предметы из квартир потерпевших.
На рубеже 1980-х и 1990-х годов польские гомосексуалы встречались на так называемых пикетах — в специальных местах, где они завязывали новые социальные контакты. В Лодзи пикеты располагались на Фабричном вокзале, в парке им. Станислава Монюшко, расположенном недалеко от вокзала, и на площади Генрика Домбровского. В большинстве случаев именно на пикете, в основном на вокзале, убитых видели живыми в последний раз в компании некоего молодого человека.

## Жертвы серийного убийцы
- Стефан В. (37 лет) — убит 19 июня 1988 г. — тело найдено 27 июня в его квартире по адресу ул. Грабова; преступник связал жертву верёвкой, а затем нанёс ей удар ножом, который был найден на месте преступления.
- Яцек Ц. (40 лет) — убит 30 июля 1989 г. — тело найдено 4 августа в его квартире по адресу ул. Эрнста Тельмана (ныне проспект кардинала Стефана Вышинского); преступник связал жертву верёвкой и ремнём; жертва была задушена тряпкой, засунутой ей в рот.
- Богдан Ющик (50 лет) — убит 22 ноября 1989 г. — тело найдено в его квартире по адресу ул. Ланова; зарезан во время полового акта.
- Анджей С. (41 год) — убит 25 февраля 1990 г. — тело найдено 5 марта в его квартире по адресу ул. Гладкая; заколот ножом.
- Якуб М. (41 год) — убит 31 июля 1990 г. — тело найдено в тот же день в лесу в Гловно; задушен голыми руками.
- Ян Д. (48 лет) — убит 20 февраля 1992 г. — тело найдено в тот же день в его доме в имении Лагевники; забит до смерти.
- Казимеж К. (62 года) — убит 11 июля 1993 г. — труп был найден на следующий день в его квартире по адресу ул. Конституционная. Преступник избил потерпевшего, а затем задушил его.

## Расследование
Расследование убийств продвигалось с большим трудом, поскольку лодзинское гомосексуальное сообщество было чрезвычайно закрытым. Криминологи подозревали, что преступник ненавидел свою сексуальную ориентацию или был обижен гомосексуалом. Убийцу несколько раз видели выходящим из квартир жертв. Был создан его фоторобот. По показаниям свидетелей, это был мужчина старше 20 лет, блондин коренастого телосложения.
После убийства Казимежа К., совершённого в июле 1993 года, у следствия появился важный свидетель. Он был гомосексуалом, у которого был половой акт с молодым человеком по имени Роман. На следующий день свидетель встретился с Романом, и они вместе пошли в квартиру Казимежа К. Когда все гости разошлись, хозяин квартиры и Роман остались одни. На следующий день Казимеж К. был найден мёртвым. Свидетель, который привёл Романа в дом потерпевшего, показал, что Роман много рассказывал ему о себе. Молодой человек якобы утверждал, что был изнасилован воспитателем колонии для несовершеннолетних, когда ему было 15 лет. Он работал на хлопчатобумажной фабрике и жил с матерью в районе улицы Жговской. Ему 27 лет, рост 178 см, у него карие глаза и тёмно-русые волосы, зачёсанные набок. Особыми приметами были татуировки: точка у левого глаза, точка на гортани и буквы на пальцах левой руки.
Несмотря на получение этих данных, полиция не нашла убийцу. Следователи подозревают, что он мёртв. Это связано с тем, что свидетель, имевший контакт с загадочным Романом, через несколько месяцев умер от СПИДа. Не исключено, что убийца тоже был заражён и вскоре умер, что могло бы объяснить внезапное прекращение серии убийств. Дело было отправлено в архив.
В 2007 году делом об этой серии убийств вновь занимались полицейские из Архива X в Лодзи, но никаких новых данных им обнаружить не удалось.